# Échelle des temps géologiques martiens
Cet article concerne Mars. Pour la Lune et la Terre, voir Échelle des temps géologiques lunaires et Échelle des temps géologiques terrestres.
L'échelle des temps géologiques martiens est un référentiel partagé par toutes les disciplines concernées par l'étude de la planète Mars, et particulièrement la géologie martienne, afin de dater les événements survenus au cours de l'histoire de cette planète. En l'état actuel de nos connaissances, elle repose essentiellement sur la comparaison quantitative de la cratérisation des différents types de terrains martiens, entre eux d'une part, et d'autre part avec ce que l'on connaît d'autres planètes, notamment de la Lune et de Mercure. Une ébauche de chronostratigraphie fondée sur l'étude qualitative des matériaux de la surface martienne, et notamment de leur minéralogie, est venue récemment compléter cette vision.

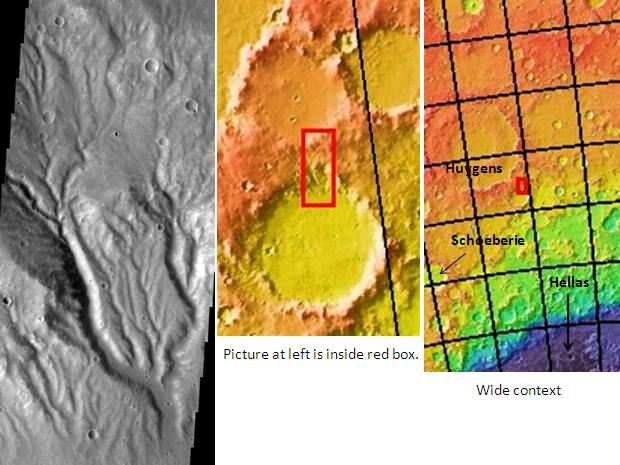
Relief noachien typique de Terra Sabaea, entre le cratère Huygens et Hellas Planitia.

## Époques géologiques martiennes
La datation des événements géologiques martiens est une question encore largement débattue, à laquelle aucune réponse définitive n'a encore été apportée. D'une manière générale, on admet que plus la densité de cratères d’impact est importante et plus la surface d’une planète est ancienne. Les études sur la densité et la morphologie des cratères à la surface de Mars, très variable d’une région à l’autre, ont donc permis de caractériser trois époques distinctes, de durées comparables à des éons et nommées d'après des régions représentatives des dates correspondantes.
- Le Noachien (du nom de Noachis Terra) correspond aux terrains les plus anciens depuis la formation de la planète, remontant à plus de 3,7 milliards d'années selon l'échelle de Hartmann & Neukum (mais de 3,5 milliards d'années dans l'échelle de Hartmann standard[2]), fortement cratérisés et situés majoritairement dans l'hémisphère sud. Mars avait sans doute une atmosphère épaisse à cette époque, dont la pression et l'effet de serre ont certainement permis l'existence de grandes quantités d'eau liquide. La fin de cet éon aurait été marquée par le grand bombardement tardif, daté aux environs de 4,1 à 3,8 milliards d'années, ainsi que par le début d'une intense activité volcanique, notamment dans la région de l'actuel renflement de Tharsis.

- L'Hespérien (du nom d'Hesperia Planum) correspond aux terrains de 3,7 à 3,2 milliards d'années selon l'échelle de Hartmann & Neukum (mais de 3,5 à 1,8 milliard d'années dans l'échelle de Hartmann standard), marqués par l'activité volcanique de la planète. Le champ magnétique global aurait disparu, permettant au vent solaire d'éroder l'atmosphère, dont la température et la pression au sol auraient commencé à baisser significativement, de sorte que l'eau liquide aurait cessé d'exister de façon permanente à la surface de Mars.
- L'Amazonien (du nom d'Amazonis Planitia) correspond aux terrains de moins de 3,2 milliards d'années selon l'échelle de Hartmann & Neukum (mais seulement 1,8 milliard d'années dans l'échelle de Hartmann standard), très peu cratérisés et situés très majoritairement dans l'hémisphère nord, à une altitude inférieure au niveau de référence martien. C'est une époque assez pauvre en événements géologiques, marquée par une extrême aridité et dominée par plusieurs épisodes volcaniques, moins intenses que celui, majeur, de l'Hespérien, mais survenus jusqu'à des dates très récentes, peut-être il y a seulement quelques dizaines de millions d'années dans certains cas.

## Deux échelles chronologiques concurrentes
Comme indiqué plus haut, la datation des époques (en fait, des éons) géologiques martiens est une question non résolue à ce jour. Il existe, en effet, plusieurs méthodes d'évaluation et d'interprétation de la fréquence des impacts de météorites sur Mars. Celles fondées sur la densité et la typologie des cratères d'impacts conduisent à une chronologie plus courte que celles intégrant la nature minéralogique des terrains martiens, avec des divergences approchant du milliard et demi d'années. Les données recueillies par la sonde européenne Mars Express ont ainsi permis d'élaborer un système stratigraphique conduisant à un ajustement supplémentaire des chronologies géologiques martiennes.

### Incertitudes sur la fréquence actuelle des impacts cosmiques à la surface de Mars
La fréquence des impacts météoritiques à la surface de Mars pourrait être très sous-estimée à en croire l'analyse des clichés de Mars Global Surveyor qui, sur plus de huit ans, permettent aujourd'hui d'avoir un recul suffisant pour tenter des extrapolations statistiques. En particulier, un nombre significatif de cratères nouveaux a été identifié sur des clichés des mêmes régions pris par la sonde à des dates différentes. Le rover Opportunity, quant à lui, a, au cours de son périple à travers les dunes de Meridiani Planum, pris des clichés de micro-cratères (quelques dizaines de centimètres de diamètre) sur le sable frais, signe d'un impact postérieur aux tempêtes à l'origine de ces dunes. Si cette tendance devait se confirmer, cela conduirait à réévaluer sensiblement la fréquence des impacts sur le sol de la planète rouge, et par conséquent à rajeunir les dates établies à partir de ces données, au moins pour les périodes les plus récentes.

### Incertitudes sur les variations diachroniques de la fréquence de ces impacts
Néanmoins, si la fréquence des impacts récents relevée par les sondes satellisées autour de Mars semble suggérer un taux de cratérisation plus élevé que celui habituellement retenu pour dater les formations martiennes (ce qui conduirait ainsi à devoir « rajeunir » toutes ces datations), il semblerait plutôt que, à long terme, ce taux de cratérisation ait au contraire été divisé par trois depuis 3 milliards d'années, ce qui tendrait cette fois à « vieillir » les datations martiennes, et ce d'autant plus qu'elles sont relatives à des phénomènes récents : on aurait ainsi une échelle des temps « comprimée » au Noachien et à l'Hespérien, mais « dilatée » à l'Amazonien, ce qui est d'ailleurs exactement ce vers quoi tendent les observations les plus récentes.

### Difficultés à quantifier l'abondance relative des cratères secondaires récents
Une autre difficulté est apparue lors de l'analyse de la structure rayonnée du cratère Zunil : visible dans l'infrarouge, elle s'étend jusqu'à 1 600 km autour de l'impact et aurait été générée, d'après les simulations, par une dizaine de millions de débris de plus de 10 cm de diamètre, représentant de l'ordre de 30 km3 d'éjectas ; ce serait ainsi une myriade de cratères secondaires, de taille souvent minuscule et n'excédant pas quelques centaines de mètres, qui aurait grêlé les environs de Zunil, jusqu'à peut-être 3 500 km de distance. Actuellement, la plupart de ces cratères secondaires identifiés se trouvent au-delà de 80 km de l'impact primaire, et environ 80 % des cratères d'Athabasca Vallis seraient des cratères secondaires de Zunil : une telle proportion de cratères secondaires est susceptible de conduire à une révision des méthodes de datation fondées sur le taux de cratérisation des surfaces martiennes récentes, s'il est effectivement avéré que des impacts tels que celui à l'origine de Zunil sont à même de couvrir d'aussi vastes surfaces martiennes avec autant de cratères secondaires,.

### Conséquence: deux échelles concurrentes
Les analyses statistiques de la densité des cratères d'impact souffrent en fait de biais méthodologiques, dont l'un des principaux est que la taille des échantillons retenus pour chacune des époques considérées n'est pas homogène: les terrains les plus récents sont datés sur la base de surfaces nettement plus réduites que les terrains les plus anciens. Tant qu'une datation radiométrique précise des roches provenant des surfaces de référence n'aura pas été réalisée, il sera impossible de trancher définitivement entre les deux tendances en concurrence.

#### Échelle de Hartmann standard
L'échelle des temps géologiques martiens élaborée par l'astronome américain William Hartmann remonte aux années 1970 et propose, à partir de la densité et de la morphologie des cratères sur les différents terrains de la planète, la chronologie suivante (dates en millions d'années) :
C'est un référentiel encore très courant, notamment chez les Anglo-saxons et dans la littérature antérieure au milieu des années 2000. Il tend néanmoins à être parfois remplacé par l'échelle dite « de Hartmann & Neukum. »

#### Échelle de Hartmann & Neukum
Le planétologue allemand Gerhard Neukum avait développé parallèlement un système de datations reculant sensiblement dans le temps les jalons de Hartmann et qui a trouvé dans les données de la sonde européenne Mars Express, obtenues à l'aide des instruments HRSC et OMEGA, des éléments appuyant une chronologie bien plus longue généralement connue sous le nom d'échelle de Hartmann & Neukum (dates en millions d'années) :
C'est le référentiel dans lequel tendent à s'inscrire les études actuelles relatives à l'évolution de la planète Mars, notamment à l'Agence spatiale européenne.

## Ébauche de stratigraphie minéralogique
L'échelle de Hartmann & Neukum est plus en phase avec une nouvelle approche de l'histoire de la planète Mars, fondée sur la nature minéralogique des terrains davantage que sur leur cratérisation. Élaborée à partir des travaux réalisés par l'équipe de l'astrophysicien français Jean-Pierre Bibring de l'IAS à Orsay à partir des données recueillies par l'instrument OMEGA (Observatoire pour la Minéralogie, l'Eau, les Glaces et l'Activité) de la sonde Mars Express de l'Agence spatiale européenne,, cette approche repose sur un système stratigraphique en trois éons :
- Phyllosien : « âge des argiles, » terrains caractérisés par la présence de phyllosilicates, dont des argiles, vraisemblablement formés sous l'action d'eau liquide ;
- Theiikien : « âge sulfurique[13], » géologie dominée par les minéraux soufrés résultant du volcanisme martien ;
- Sidérikien : « âge ferrique[14], » époque de formation des oxydes de fer anhydres, omniprésents à la surface de la planète et responsables de sa couleur rouge.

L'échelle correspondante serait la suivante (âges en millions d'années) :
Cette chronologie demeure encore approchée, une discontinuité entre Phyllosien et Theiikien étant parfois insérée pour rendre compte de la rupture géologique introduite par la phase d'intense volcanisme de la fin du Noachien, voire par l'épisode du grand bombardement tardif qui correspond à peu près à cette date (LHB en anglais).
.